# Zytoarchitektonik
Als Zytoarchitektonik oder Zytoarchitektur (von altgriechisch κύτος kytos, deutsch ‚Zelle‘ und altgriechisch ἀρχιτεκτονία architektonía, deutsch ‚Baukunst‘) bezeichnet man die Größe, Dichte und räumliche Anordnung der Zellen in einem Gewebe. Der Begriff ist insbesondere in der Neuroanatomie gebräuchlich. Die Zytoarchitektonik der Nervenzellkörper zeigt eine Ansammlung ähnlicher Nervenzellen in Kerngebieten und in definierbaren Schichten (Laminae) der Großhirnrinde.  Die Zytoarchitektonik wurde von Theodor Meynert begründet. Sie war ein wesentliches Kriterium für die Gliederung der Hirnrinde in die Brodman-Areale durch Korbinian Brodmann oder die Gliederung in sieben Hirnlappen durch Constantin von Economo.